# Denys le Phocéen
Pour les articles homonymes, voir Phocéen.
Denys le Phocéen ou Dionysos de Phocée (Διονύσιος ο Φωκαεύς) est un marin grec du Ve siècle av. J.-C. principalement connu pour sa participation à la bataille de Ladé en 494 av. J.-C. lors de la révolte de l'Ionie. Avant cette bataille, il fit un discours devant ses alliés ioniens dans lequel il leur demandait de lui confier le commandement. Ainsi, il commença à appliquer une excellente discipline à l'armée, mais il entraîna si durement les soldats ioniens qu'ils se mutinèrent au bout de sept jours et refusèrent de continuer les exercices. La bataille qui s'ensuivit fut un désastre pour les Grecs. Au vu de cet échec, Denys prit la mer et se fit pirate.
Sa vie nous est pratiquement inconnue et s'il n'avait pas participé à la bataille de Ladé, il ne serait probablement jamais entré dans l'histoire. Néanmoins, malgré ce peu d'information, Denys le Phocéen est considéré comme l'un des plus anciens pirates dont nous avons connaissance.

## Contexte

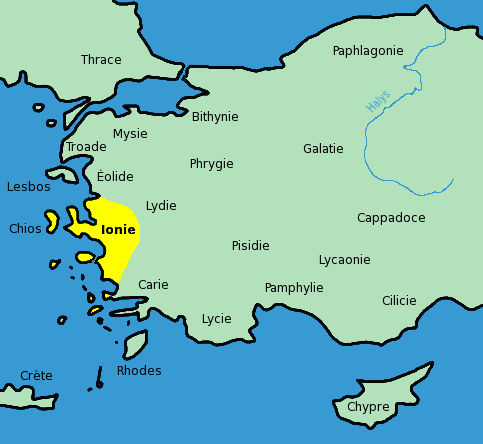
Position de l'Ionie en Asie mineure.

Au Xe siècle av. J.-C., des Grecs traversèrent la mer Égée pour s'installer sur les rives de l'Asie mineure où ils fondèrent une série de villes qui se réuniront plus tard au sein de la confédération ionienne. 
Cependant, l'immense empire Perse, qui était en expansion croissante, atteignit ces cités et leur imposa une tutelle en 540 av. J.-C.. La domination des Perses était cependant légère, chaque cité conservait ses institutions et ses coutumes à condition d'accepter l'autorité d'un satrape (fonctionnaire) des Perses et d'envoyer des contingents armés participer aux campagnes perses. Malgré tout, les cités ioniennes voyaient leur indépendance se réduire petit à petit à mesure que les Perses s'emparaient des régions qui les approvisionnaient.
Une expédition des Perses contre les Scythes tourna au désastre et l'armée perse échappa même  à l'encerclement grâce à la loyauté du contingent grec. Cet événement fit penser aux cités ioniennes qu'elles pouvaient sans risques excessifs se révolter contre la domination perse.
Comme son nom l'indique, Denys le Phocéen était de Phocée, l'une des villes de la confédération ionienne.

## Biographie
La vie de Denys le Phocéen n'est pas connue avant la bataille de Ladé.

### Bataille de Ladé

#### Discours
À la nouvelle d'une future expédition perse contre eux, les Ioniens convoquèrent une assemblée générale dans le Panionion. Ils y décidèrent qu'ils ne formeront pas d'armée de terre, mais qu'ils mettront en mer une flotte considérable, qui, pour défendre Milet, se réunira le plus tôt possible à Ladé, petite île en face de cette ville.
Chaque cité envoya des navires pour la bataille et dès son arrivée à Ladé, Denys le Phocéen remarqua que les Grecs avaient le moral en berne et souffraient d'un manque de discipline. Pendant que les flottes alliées se regroupaient au lieu-dit, les conférences entre Ioniens se continuaient à Ladé. Comme chaque individu avait la liberté de proposer son opinion, Denys, général des Phocéens, fit un discours devant l'assemblée dans lequel il exhortait les Ioniens à plus de discipline et leur demandait de lui confier le commandement. Ce discours est rapporté par Hérodote.
Traduction d'André-François Miot :

« Citoyens de l'Ionie,  nos affaires sont suspendues sur le tranchant du rasoir ; serons-nous libres ou serons-nous esclaves ? ; et, qui pis est, traités en esclaves fugitifs ? Si vous abordez courageusement le danger, si la fatigue ne vous effraie pas, vous aurez, je le sais, beaucoup de peines pour le moment ; mais aussi, en vous mettant en état de battre l'ennemi, vous avez la certitude d'être libres. Si, au contraire, vous vous laissez aller à la mollesse, si vous n'observez ni discipline, ni ordre, je ne vois pour vous aucun moyen d'échapper à la vengeance que Darius voudra tirer de votre révolte. Laissez-vous donc persuader par mes avis ; confiez-vous à moi et je vous garantis, si les dieux restent neutres, que je saurai ou empêcher l'ennemi d'en venir aux mains, ou, s'il combat, assurer son entière défaite. »

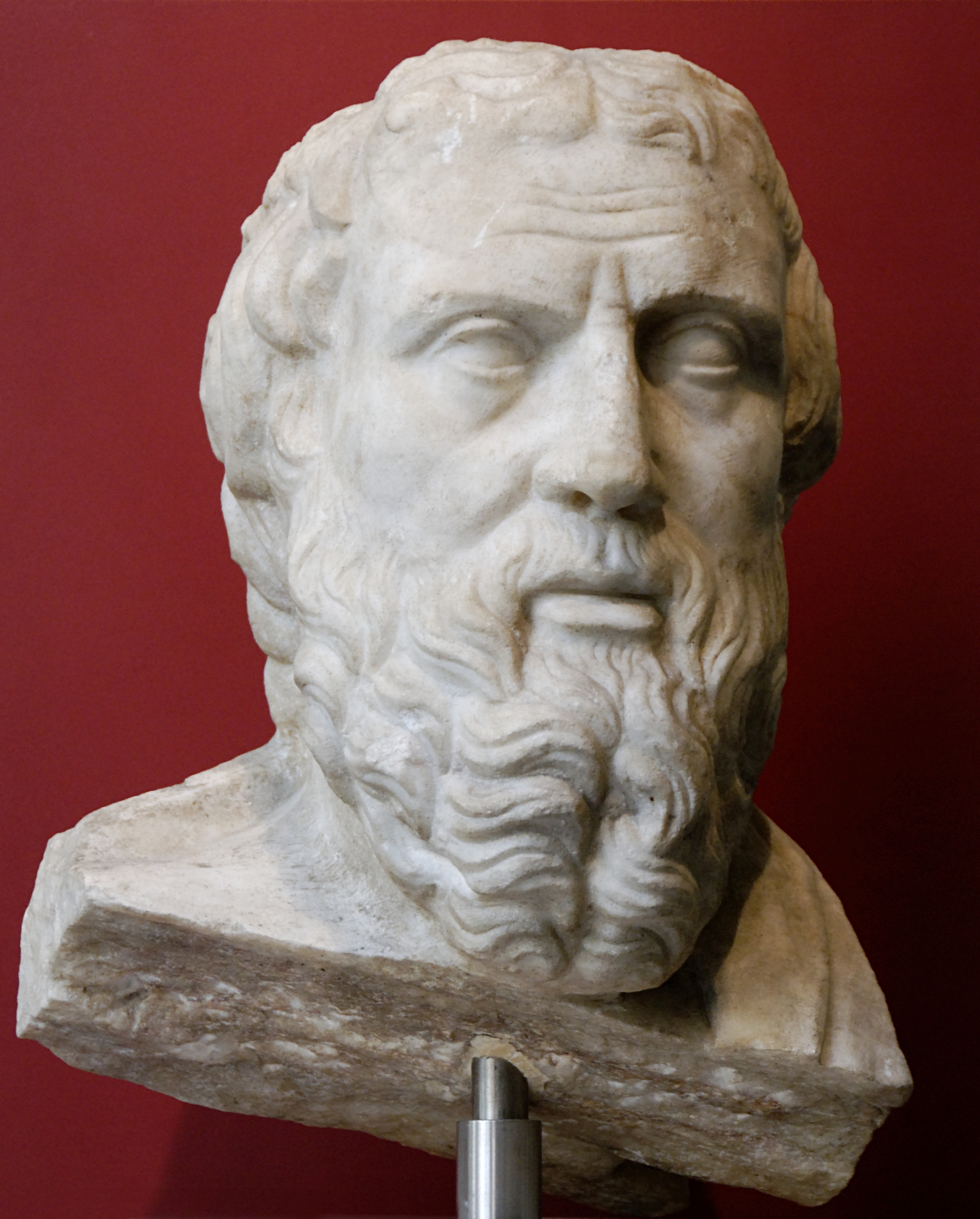
Hérodote

Traduction de François Pouqueville :

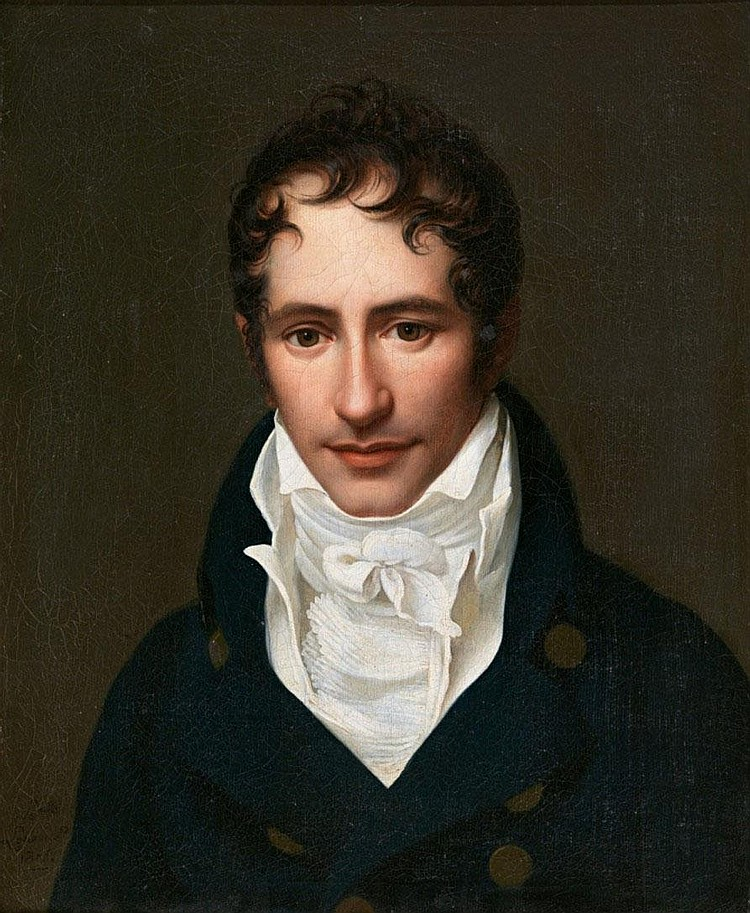
François Pouqueville

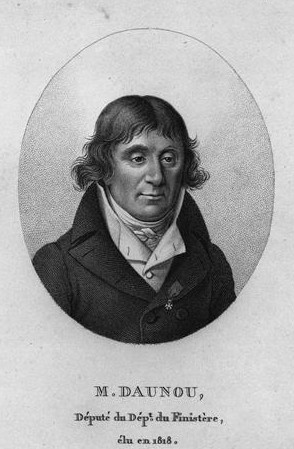
Pierre Daunou

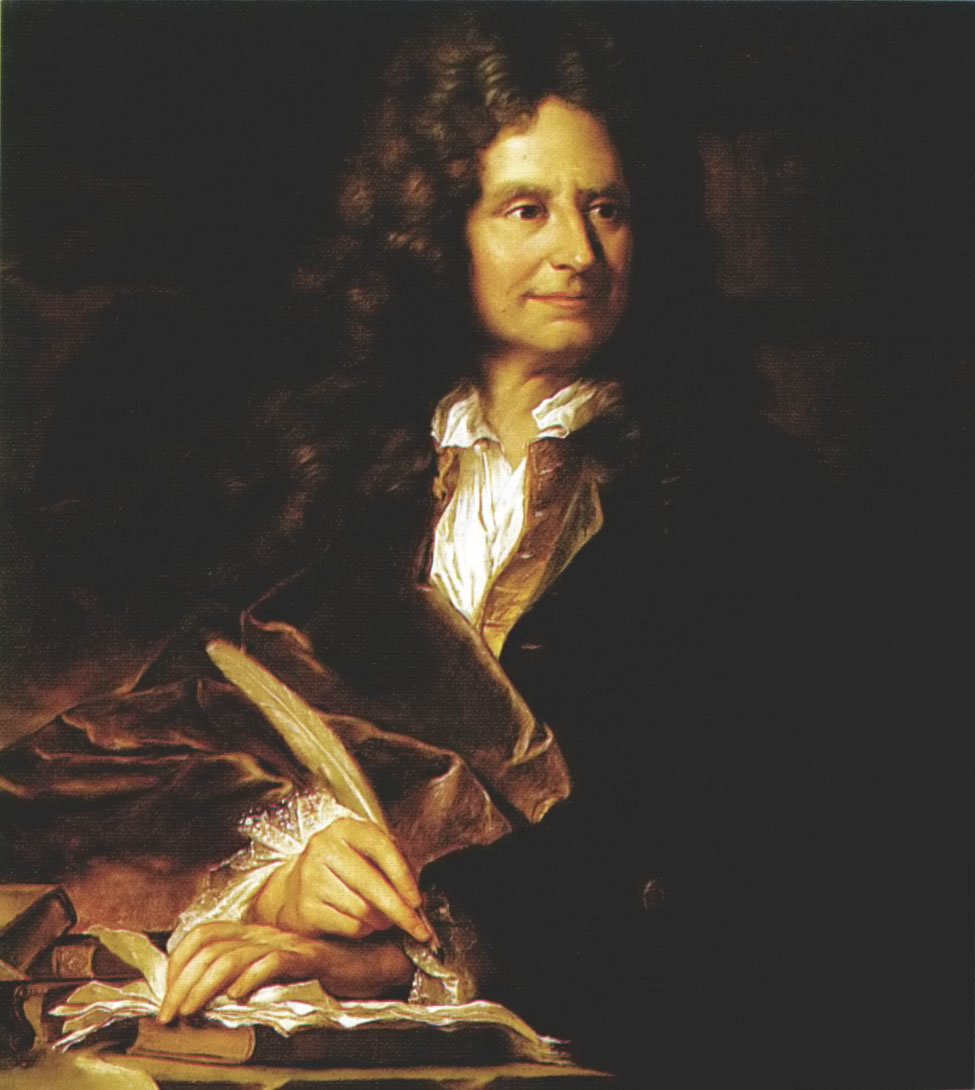
Nicolas Boileau

« Nous devons venger notre liberté ou subir la punition réservé aux esclaves fugitifs : les fatigues de quelques jours seront compensées par une vie glorieuse et fortunée. Mettez-vous sous ma conduite, et je réponds sur ma tête, à moins que les dieux ne se déclarent contre nous, que l'ennemi sera honteusement défait. »

Traduction de Pierre Daunou :

« Voilà qu'en effet nos affaires sont sur le tranchant du rasoir, Ioniens ! Serez-vous libres, serez-vous des esclaves fugitifs ? Si vous résistez à l'oppression, les efforts vous paraîtront d'abord pénibles ; mais vous achèterez votre liberté par la défaite de vos ennemis. »

Traduction de Nicolas Boileau :

« En effet, nos affaires sont réduites à la dernière extrémité, messieurs. Il faut nécessairement que nous soyons libres ou esclaves, et esclaves miséreux. Si donc vous voulez éviter les malheurs qui vous menacent, il faut, sans différer, embrasser le travail et la fatigue, et acheter votre liberté par la défaite de vos ennemis. »

##### Analyse du discours par lePseudo-Longin
Denys le Phocéen semble avoir une certaine maîtrise de l'art de la rhétorique, louée par le « Pseudo-Longin » : 
« S'il eût voulu suivre l'ordre naturel, voici comment il eût parlé :

« Messieurs, il est maintenant temps d'embrasser le travail et la fatigue ; car enfin nos affaires sont réduites à la dernière extrémité, etc. »

Premièrement donc, il transpose ce mot Messieurs (Ioniens), et ne l'insère qu'immédiatement après leur avoir jeté la frayeur dans l'âme, comme si la grandeur du péril lui avait fait oublier la civilité qu'on doit à ceux à qui l'on parle en commençant un discours. Ensuite, il renverse l'ordre des pensées; car avant que de les exhorter au travail, qui est pourtant son but, il leur donne la raison qui doit les y porter, afin qu'il ne semble pas que ce soit un discours étudié qu'il leur apporte, mais que c'est la passion qui le force à parler sur-le-champ. »
L'expression sur le tranchant du rasoir était proverbiale chez les Grecs pour peindre un péril extrême.
Quoi qu'il en soit, le discours de Denys le Phocéen rallia les Ioniens qui lui déférèrent le commandement de leur flotte. Il fut élu général des confédérés réunis autour de l'île de Ladé.

#### Préparation avant la bataille

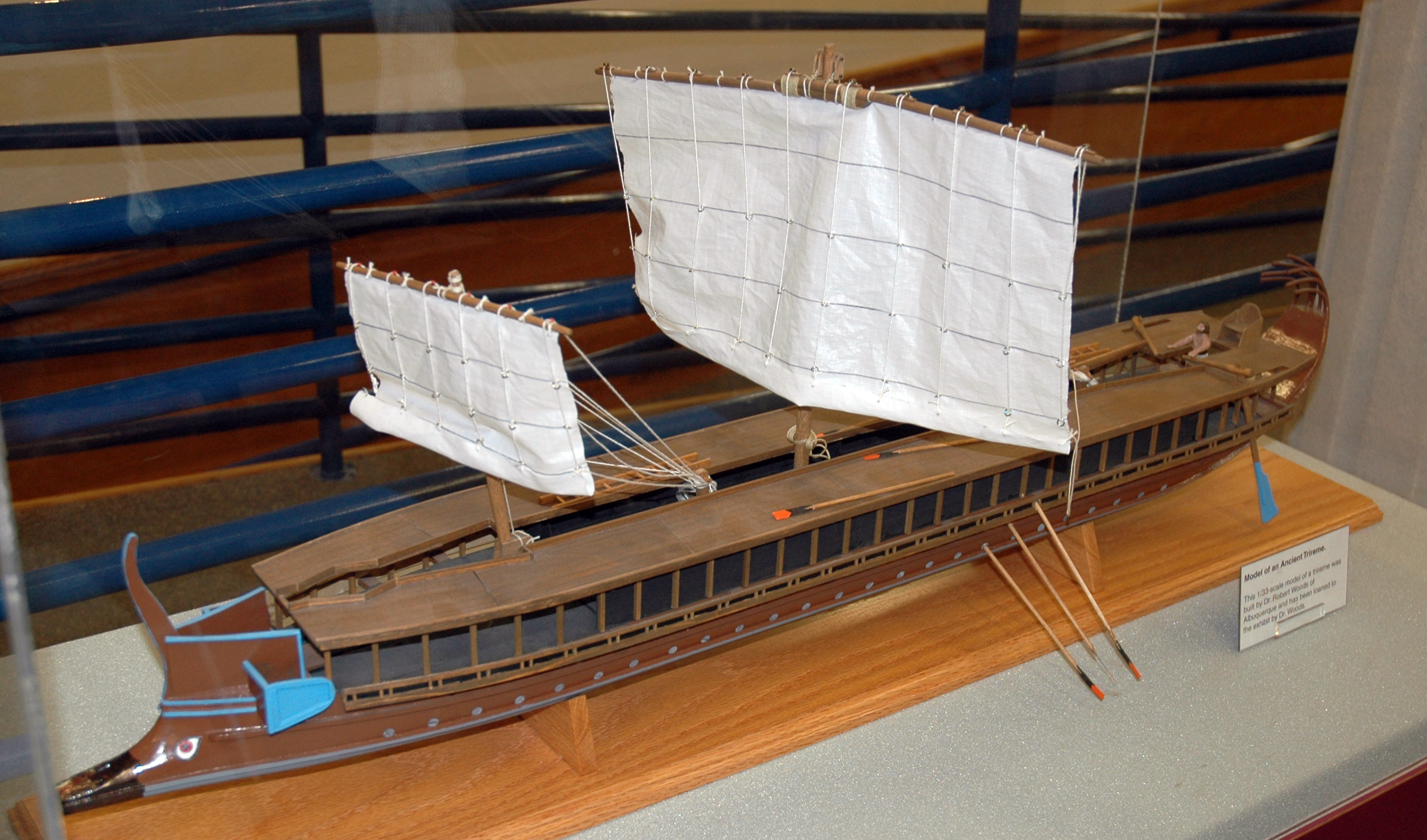
Les Grecs avaient réuni plus de 350 trières...

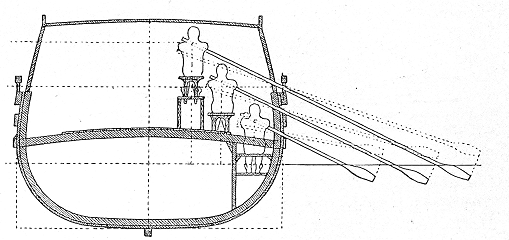
...et Denys le Phocéen entraînait les hommes à maîtriser les rames.

En attendant la bataille, il obligeait les marins à effectuer des exercices continuels : il distribua la flotte en trois escadres, disposa les vaisseaux sur deux rangs, en ordre de bataille étroit, et habitua les rameurs à avancer et à virer de bord, pour traverser alternativement l'une et l'autre ligne, tandis que la troupe se tenait sur les ponts avec ses armes et prête à combattre. Il voulait que les matelots s'accoutument à la rame qui, dans les temps anciens, avait été le principal facteur de succès dans les combats en mer. Ces manœuvres occupaient une grande partie de chaque journée ; le reste du temps, la flotte se tenait à l'ancre,.
Les équipages obéirent avec joie pendant sept jours ; mais les maladies jointes à la chaleur de la saison, ralentirent bientôt le zèle des marins. De semblables exercices quotidiens donnèrent beaucoup de fatigue aux Ioniens, peu accoutumés à de si rudes travaux, épuisés de lassitudes, et dévorés par la chaleur du soleil. Les Grecs, qui redoutaient jusqu'à l'ombre d'une autorité absolue, se plaignirent, d'abord par des murmures puis par des clameurs, des fatigues que leur faisait éprouver un insolent Phocéen. Comptant les navires confédérés, ils tournaient en ridicule les Phocéens qui n'avaient amené que trois vaisseaux (contre cent pour Chios, 60 pour Samos, 70 pour Lesbos, 80 pour Milet, etc.).

« Quel Dieu avons-nous offensés pour être condamnés à de si pénibles travaux ? Comment sommes-nous assez stupides pour obéir à un Phocéen, qui n'a conduit ici que trois vaisseaux ? Déjà sous ses ordres, plusieurs d'entre nous sont tombés malades ; et c'est le sort qui menace les hommes les plus robustes de notre armée. Il n'est de maux qu'il ne soit plus aisé de souffrir que ceux que nous supportons aujourd'hui ; la servitude même, dont on nous effraie, quelle qu'elle soit, est préférable à notre situation actuelle. Quel ennemi nous accablerait d'une plus dure servitude ? Allons, ayons le courage de prendre notre parti et cessons d'obéir. »

Bientôt ils se mutinèrent, descendirent sur le rivage de l'île de Ladée, y dressèrent un camp, et assis à l'ombre de leurs tentes, ils refusèrent de remonter sur les vaisseaux et de continuer à s'exercer.

#### Bataille et suites

Carte de Ladé, Milet et de la péninsule de Mycale

Cet élan d'indiscipline inquiéta certains alliés, tels que les Samiens ou les Lesbiens, qui en voyaient des conséquences désastreuses sur la bataille à venir. Ainsi, ils acceptèrent les propositions  qui leur étaient faites au nom des Perses, ils firent défection sur le champ de bataille et passèrent du côté de l'ennemi. La bataille fut une catastrophe pour les Grecs, 120 des 353 navires grecs prirent la fuite.

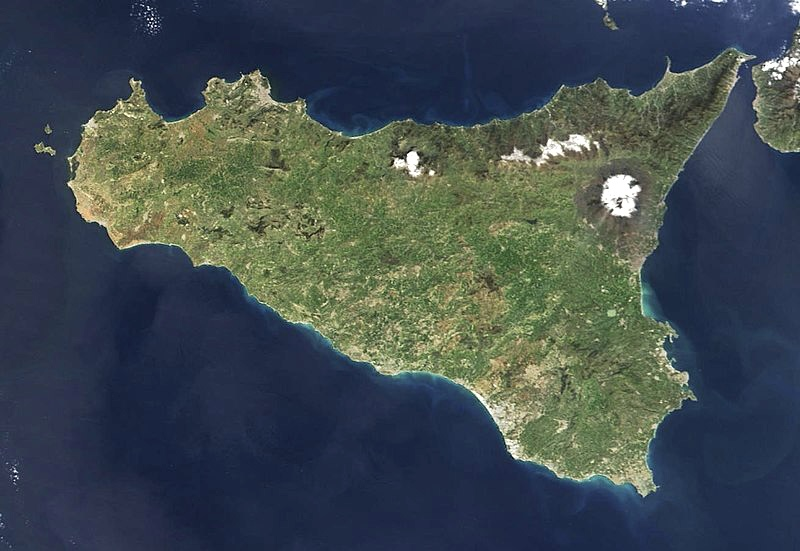
Après la bataille, Denys le Phocéen s'exila en Sicile où il devint pirate.

À la vue de cet échec, Denys le Phocéen fit voile au large avec trois vaisseaux perses qu'il venait de capturer, non pour Phocée, car il prévoyait que cette ville serait bientôt réduite en esclavage comme le reste de l'Ionie, mais pour la Phénicie (actuel Liban et Israël). Sur cette côte, il trouva des vaisseaux marchands, les attaqua, gagna ainsi beaucoup d'argent, et se réfugia en Sicile, où il continua le métier de pirate, courant sur les navires carthaginois, phéniciens et tyrrhéniens (ou toscans) qui étaient vus comme les alliés des Perses, et n'épargnant que ceux des Grecs. Denys vengea ainsi ses concitoyens phocéens massacrés et réduits en esclavage. 
On ignore ensuite ce qu'il est devenu.
D'autres Ioniens qui avaient fui les Perses sont également devenus pirates, tel Histiée.